# Ghiacciaio Shell
Il ghiacciaio Shell è un ripido ghiacciaio lungo circa 2,5 km situato sulla costa nord-occidentale dell'isola di Ross, nella regione centro-occidentale della Dipendenza di Ross, in Antartide. Il ghiacciaio, il cui punto più alto si trova a circa 600 m s.l.m., fluisce verso ovest lungo la parte terminale del versante occidentale del monte Bird, fino a raggiungere la quota di circa 75 m s.l.m., scorrendo tra il colle Inclusion, a nord, e il colle Trachyte, a sud.

## Storia
Il ghiacciaio Shell è stato scoperto nel corso della spedizione Discovery, condotta dal 1904 al 1907 e comandata da Robert Falcon Scott, ed è stato così battezzato dai membri della spedizione neozelandese di esplorazione geologica antartica condotta nel 1958-59 in associazione con le conchiglie (shell in lingua inglese) presenti nelle morene site ai bordi della cappa glaciale del monte Bird, di cui il ghiacciaio Shell è una propaggine. Tali conchiglie furono portate via dal fondale del canale McMurdo e trasportate fin sul versante occidentale del monte Bird da grandi ghiacciai, oggi quasi del tutto scomparsi, nella loro fase di ritiro al termine dell'ultima glaciazione del Quaternario.